# Locomotiva FS 164
Le locomotive del gruppo 164 FS erano macchine, a vapore saturo e a semplice espansione, entrate in servizio a partire dal 1873 sulle linee della Rete Adriatica e confluite, dal 1906, nel parco delle Ferrovie dello Stato italiane.

## Storia
Le locomotive, poi definite come 164 FS, sono state un gruppo di locomotive di concezione Stephenson di semplice impostazione e facile manutenzione che la Società per le Strade Ferrate Meridionali acquisì assieme agli impianti delle disciolte Strade Ferrate Romane che le avevano acquistate negli anni settanta del XIX secolo per le esigenze delle proprie linee ferrate. Vennero costruite dalla Stephenson e dalla Krauss di Monaco di Baviera in 25 esemplari e consegnate, nel periodo 1873-1880. Le locomotive assunsero successivamente la categorizzazione nel gruppo 100 RA. Vennero riscattate dalle FS in seguito alla statizzazione delle ferrovie. Trattandosi di macchine di concezione superata non sopravvissero a lungo nell'esercizio di stato; nel 1915 ne risultavano ancora in carico 13 unità. (La FS 1642, ex RA 1002, ex SFR, costruita da Stephenson nel 1877 venne demolita nel 1915)

## Caratteristiche
Le locomotive presentavano alcune differenze sia nelle dimensioni che nelle prestazioni. La caldaia era di almeno 2 tipi diversi e così anche il forno. Le accomunava il rodiggio e la concezione tecnica di base, così all'atto dell'acquisizione nel parco rotabili FS vennero inquadrate in 2 sottogruppi di servizio ma con la stessa numerazione progressiva "164x".
Le 164 erano macchine per treni viaggiatori con velocità massima 80 km/h al loro tempo la massima ammissibile in quasi tutta la rete.
Il rodiggio era il classico del tempo a due assi motori, di diametro 1.850 mm, accoppiati tra loro con ruota portante anteriore (1-2-0) ed erano seguite da un tender a due assi in grado di contenere 6,6 tonnellate d'acqua e 4 tonnellate di carbone.
Il motore era a due cilindri esterni a vapore saturo e semplice espansione, con distribuzione Stephenson a cassetto piano e pressione massima in caldaia di 10 kg per centimetro quadrato.
Le locomotive erano provvista di freno ad aria compressa e di riscaldamento a vapore per treni; alcune unità avevano anche il dispositivo di freno a controvapore.